# Esteban Hagiocristoforites

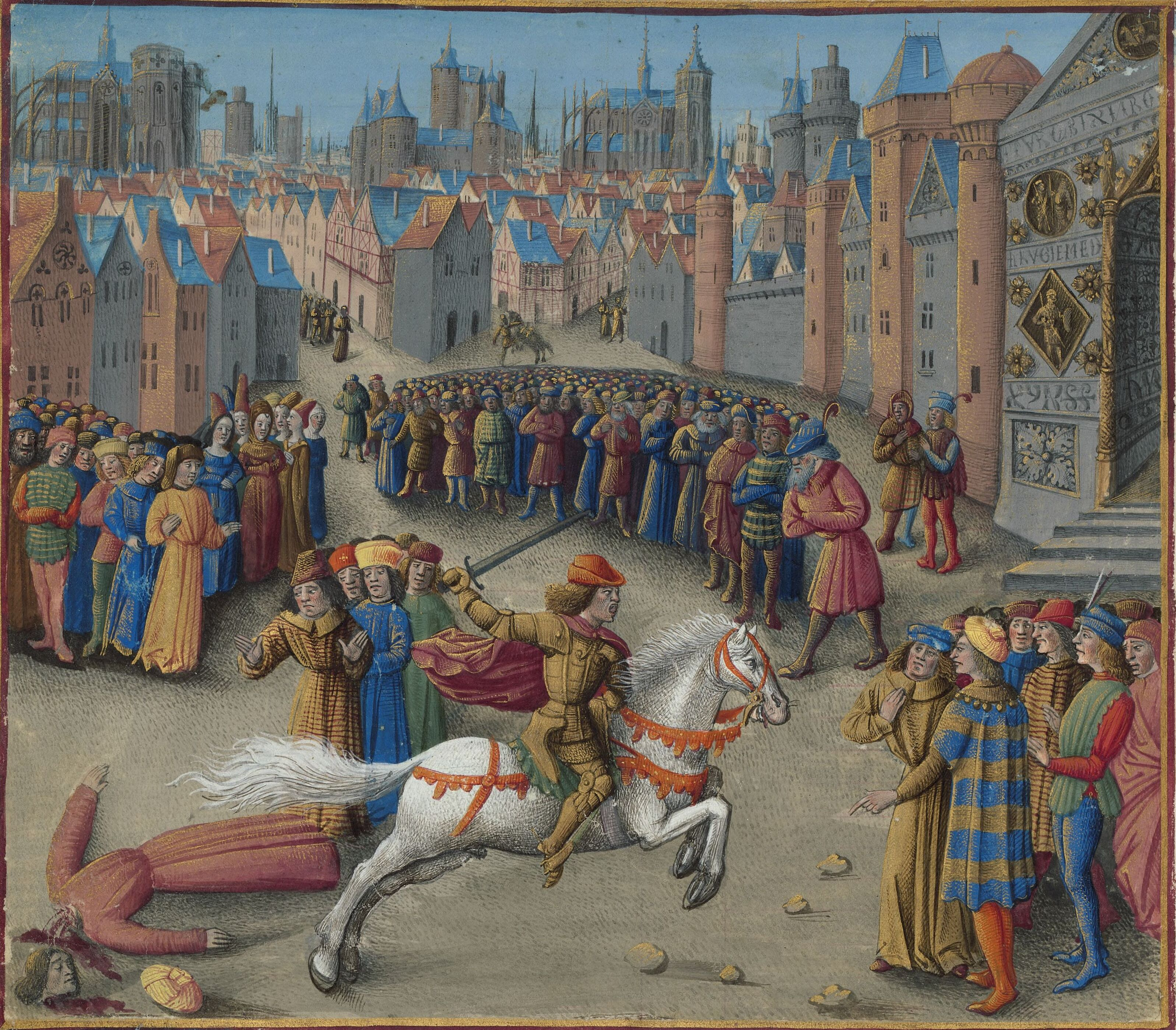
La muerte de Esteban Hagiocristoforites. Miniatura de Jean Colombe en los Passages d'outremer (versos 1473), BNF.

Esteban Hagiocristoforites (en griego: Στέφανος Ἁγιοχριστοφορίτης, hacia 1130 - 11 de septiembre de 1185) fue el principal ministro bizantino durante el reinado del emperador Andrónico I Comneno, de 1183 a 1185. En el momento de la revuelta de Isaac Ángelo, Esteban fue enviado para arrestarlo pero fue muerto por este, quien, al día siguiente, depuso y ejecutó a Andrónico.

## Biografía
- Kazhdan, Alexander (1991). Hagiochristophorites, Stephen. Oxford Dictionary of Byzantium. ISBN 0-19-504652-8.
- Magoulias, Harry J. (1984). O City of Byzantium: Annals of Niketas Choniates. Detroit: Wayne State University Press. ISBN 0-8143-1764-2.
- Savvides, Alexis G. K. (1994). «Notes on 12th-century Byzantine Prosopography (Aaron Isaacius-Stephanus Hagiochristophorites)». Vyzantiaka (Salónica) 14.

- Datos: Q119665